# 15760 Albion
15760 Albion (designação provisória: 1992 QB1) foi o primeiro objeto transnetuniano descoberto depois de Plutão. Foi descoberto em 1992 por David C. Jewitt e Jane Luu usando o telescópio de 88 polegadas (2,2 metros) da Universidade do Havaí localizado em Mauna Kea, Havaí. Atualmente é classificado como um objeto clássico do cinturão de Kuiper e responsável pelo nome cubewano para esse tipo de objeto, devido ao "QB1" de seu nome.
Os descobridores sugeriram o nome "Smiley" para o objeto, porém esse nome já é usado para o asteroide 1613 Smiley. Ele recebeu o número 15760, e foi nomeado de Albion.
15760 Albion possui 160 km de diâmetro, e orbita o Sol a uma distância média de 44,2 UA com um período orbital de 294 anos. Atualmente está a 41,2 UA do Sol.